# Einstürzende Neubauten

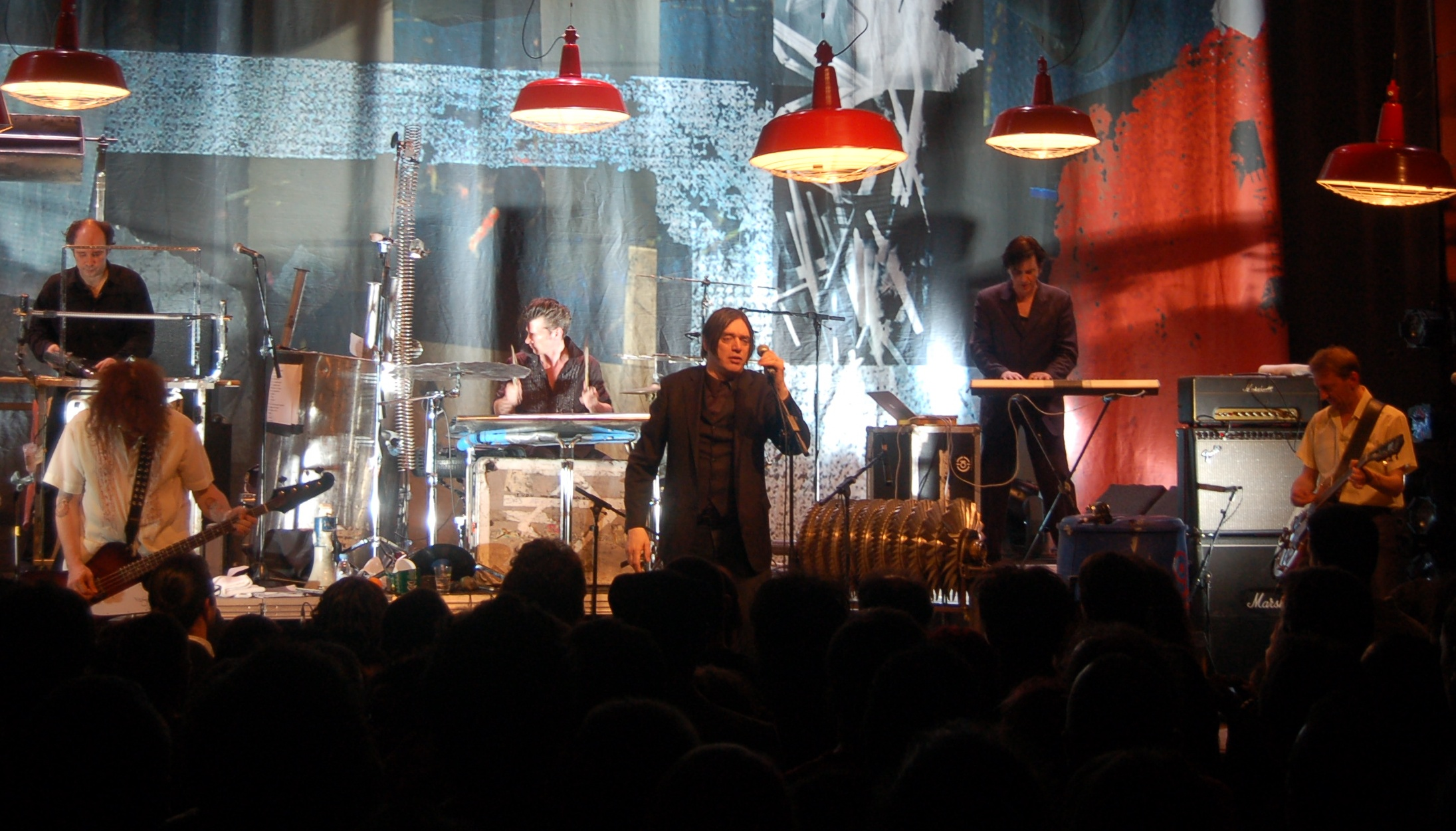
Einstürzende Neubauten

Az Einstürzende Neubauten német, indusztriális zenét játszó együttes. 1980-ban alapították Nyugat-Berlinben. Jelenlegi tagjai: Blixa Bargeld (ének, gitár, szintetizátor), Rudolf Moser (ütőhangszer, vokál, saját készítésű hangszerek), Alexander Hacke (basszus, gitár, ének), N.U. Unruh (ütőhangszerek, vokál, saját készítésű hangszerek), Jochen Arbeit (gitár, ének).

## Diszkográfia

### Stúdióalbumok
- Kollaps, 1981
- Zeichnungen des Patienten O.T., 1983
- Halber Mensch, 1985
- Fünf auf der nach oben offenen Richterskala, 1987
- Haus der Lüge, 1989
- Tabula Rasa, 1993
- Ende Neu, 1996
- Silence Is Sexy, 2000
- Perpetuum Mobile, 2004
- Alles wieder offen, 2007
- Lament, 2014
- Alles in Allem, 2020
- Rampen: apm (alien pop music), 2024

### Filmzenék
- Die Hamletmaschine, 1991
- Faustmusik, 1996
- Berlin Babylon, 2001

### Válogatáslemezek
- Stahldubversions, 1982
- Strategies Against Architecture 80-83', 1984
- Strategies Against Architecture II, 1991
- Tri-Set, 1994
- Ende Neu Remixes, 1997
- Strategies Against Architecture III, 2001
- Kalte Sterne, 2004
- Strategies Against Architecture IV, 2010